# Sonic Adventure
Sonic Adventure (яп. ソニックアドベンチャー Соникку Адобэнтя:, с англ. — «Приключение Соника») — видеоигра серии Sonic the Hedgehog в жанре платформер, разработанная командой Sonic Team и изданная компанией Sega в 1998 году для игровой приставки Dreamcast. В 1999 году было выпущено обновлённое издание Sonic Adventure International. Режиссёрская версия Sonic Adventure DX: Director’s Cut была выпущена в 2003 году на GameCube, а через год — на Windows. В 2010 году эта версия была портирована на консоли Xbox 360 и PlayStation 3 и стала доступна в сервисах цифровой дистрибуции.
Sonic Adventure является первой игрой серии Sonic the Hedgehog, выпущенной для игровой приставки шестого поколения, и первым в основной серии трёхмерным платформером. Действие игры происходит в мире, похожем на Землю. Соник и его друзья вступают в борьбу с монстром Хаосом, выпущенным из Мастера Изумруда доктором Эггманом. Сам учёный хочет подчинить себе Хаоса и использовать его разрушительную силу, чтобы собрать Изумруды Хаоса и захватить город. Для помощи существу создаётся группа роботов серии «E», питающихся от энергии помещённых внутрь животных.
Изначально игра создавалась для Sega Saturn, однако из-за плохих продаж этой приставки команда разработчиков решила перенести проект на новую консоль Dreamcast. Sonic Adventure получила положительные отзывы от критиков. Было продано около 2,5 миллиона экземпляров для Dreamcast по всему миру, что сделало её самой продаваемой игрой для данной приставки. Последующие переиздания получили более сдержанные отзывы из-за отсутствия значительных нововведений. В 2001 году было выпущено продолжение игры под названием Sonic Adventure 2.

## Игровой процесс
Sonic Adventure является трёхмерным платформером. Игра делится на три составляющих: «Action Stages» (экшен-этапы), «Adventure Fields» (поля приключений) и мини-игры. Введение «Action Stages» и «Adventure Fields» является важным новшеством в концепции игр серии Sonic the Hedgehog. Кроме того, Sonic Adventure значительно отличается от предыдущих игр количеством игровых персонажей: здесь присутствуют ёж Соник, лисёнок Майлз «Тейлз» Прауэр, ехидна Наклз, ежиха Эми Роуз, кот Биг и робот E-102 Гамма. Игра за разных персонажей отличается — у каждого своя сюжетная линия и свои игровые особенности. Соник проходит уровни, бегая на высокой скорости, а Тейлзу для завершения этапа необходимо обогнать ежа или доктора Эггмана. Наклз ищет осколки Мастера Изумруда (англ. Master Emerald). За Эми охотится робот E-100 Зеро, и она должна любым способом сбежать от него. Биг рыбачит вместе со своим другом — лягушонком Фрогги. Геймплей за Гамму выполнен в стиле шутера от третьего лица — за определённое время роботу нужно закончить уровень; в противном случае персонаж теряет жизнь, и игрок начинает проходить весь этап с начала или с чекпойнта. Изначально игрок может пройти только историю Соника, остальные персонажи становятся доступными после встречи с ними на уровнях. После завершения всех историй открывается последняя сюжетная линия за Супер Соника.
«Action Stages» представляют собой простое прохождение уровней. Каждый персонаж должен дойти до конца локации, по пути сталкиваясь с различными врагами и собирая животных и кольца; собрав определённое количество колец, кратное 100, персонаж увеличивает количество жизней. Игрок может поворачивать виртуальную камеру, чтобы найти нужные вещи или осмотреть уровень для прохождения. После прохождения персонаж переходит на одно из трёх полей приключений, где игрок может исследовать окрестности для продвижения по сюжетной линии, открывать новые уровни или находить предметы, которые повышают характеристики персонажей. В каждом из них есть несколько мини-игр, где надо соперничать с другими героями в гонках на сноубордах или картинге.
Игроки также могут найти три скрытых чао-сада (англ. Chao Garden), где можно вырастить виртуального питомца чао. Чао могут быть игровыми персонажами в мини-игре Chao Adventure для портативного устройства Visual Memory, где питомцу нужно собирать фрукты. В версии для GameCube есть возможность переноса своего существа в любую игру серии Sonic the Hedgehog для Game Boy Advance с помощью специального кабеля. Игрок может повышать характеристики чао (например, силу, скорость бега и плавания), давая им мелких животных, которых можно найти после уничтожения роботов на уровнях. Продемонстрировать характеристики питомца можно в особой гонке, где существа соревнуются в различных видах спорта. На каждом из полей приключений можно найти по одному яйцу, из которых может вылупиться особый вид чао. В переизданию Director’s Cut особые яйца также можно покупать на чёрном рынке (англ. Black Market).
После прохождения уровня, миссий и гонок игроки получают эмблему с изображением Соника. На каждом уровне можно собрать по три эмблемы, выполнив определённые задания. С их помощью в Sonic Adventure DX Director’s Cut можно разблокировать персонажа Метал Соник, а также некоторые игры с консоли Game Gear, в которые можно поиграть в режиме эмуляции.

## Сюжет

### Игровой мир
Действие игры происходит в мире, похожем на Землю, в открытом мире под названием «Adventure Fields». Каждое из таких полей представляет собой нелинейный этап игры, по большей части предназначенный для решения загадок, исследований и продвижения по сюжету. На полях нет врагов-роботов и очень редко попадаются кольца для получения дополнительной жизни. Каждое поле приключений связано с двумя другими (всего существует три поля приключений), также в каждом из них есть по четыре эмблемы. Вокзальная площадь (англ. Station Square) является большим городом, населённым людьми; именно там живут главные герои игры. В городе есть железнодорожная станция, казино, отель и парк развлечений. Здесь расположены уровни «Emerald Coast», «Casinopolis», «Twinkle Park» и «Speed Highway». Однако город был вскоре уничтожен монстром под названием Идеальный Хаос, который использовал все семь Изумрудов Хаоса. Станция связана с Мистическими руинами (англ. Mystic Ruins), где 3000 лет назад существовала империя ехидн. В настоящее время там находятся разрушенный алтарь, где хранится Мастер Изумруд, аэродром и мастерская лисёнка Тейлза. Здесь присутствуют уровни «Windy Valley», «Ice Cap», «Red Mountain», «Lost World» и «Sand Hill». Мистические руины и Вокзальная площадь соответственно связаны с кораблём доктора Эггмана «Эгг Авианосец» (англ. Egg Carrier), который потерпел крушение. Перемещение между локациями осуществляется на плоте, на поезде или на катере. Здесь представлены уровни «Sky Chase», «Sky Deck», «Final Egg» и «Hot Shelter».
Также на каждом поле приключений есть вход в один из трёх садов чао, где можно вырастить маленьких существ.

### Персонажи
Бо́льшая часть сюжета Sonic Adventure отведена двум персонажам: ежу Сонику, который обладает способностью бегать на сверхзвуковых скоростях, и лисёнку Тейлзу. Они являются главными героями игры и преследуют Эггмана. Помогают дуэту ехидна Наклз, охраняющий Мастер Изумруд на острове Ангелов, ежиха Эми Роуз, поклонница Соника, и новые герои — кот Биг и E-102 Гамма. Биг — большой, толстый и простодушный фиолетовый кот, который спасает своего лучшего друга Фрогги, поражённого хвостом Хаоса. Фрогги отращивает свой собственный хвост, проглатывает талисман Бига, — жёлтый Изумруд Хаоса — и упрыгивает прочь. Гамма является одним из серийных роботов, разработанных Эггманом. После встречи с Эми он начинает страдать от технической неисправности, и у него появляется «совесть». Затем робот решает спасти своих «братьев», остальных роботов серии, однако для этого ему приходится сражаться с ними, а потом освобождать запечатанных в них животных.
Главный антагонист игры — доктор Роботник, получивший от Соника прозвище «Эггман» из-за фигуры, похожей на яйцо. Он разработал новый план по завоеванию планеты, чтобы подчинить себе весь мир и создать страну роботов, но на этот раз он полагается на странное жидкое существо, известное как Хаос. Хаос также выступает антагонистом в игре. До встречи с Эггманом он являлся защитником чао. Он состоит из воды и может изменять форму после поглощения Изумрудов Хаоса. После использования всех семи изумрудов он превращается в Идеального Хаоса (англ. Perfect Chaos), которого Эггман хочет использовать для завоевания планеты. Главным антагонистом для Эми является зелёный робот E-100 Альфа (более известный как Зеро) — прототип всей серии роботов E-100. Зеро — один из роботов доктора Эггмана, которых тот послал в город на поиски птички Флики (англ. Flicky), друга Эми. Он преследует ежиху и птицу, надеясь захватить их. В какой-то момент это ему удаётся, но Эми спасает E-102 Гамма. В конце концов Зеро терпит поражение от Эми на авианосце Эггмана.
Роботы серии E играют большую роль в истории E-102 Гаммы, так как он является для них «братом». Все они имеют серийные номера и имена на греческом языке. E-101 Бета представляет собой чёрного робота с двумя пистолетами вместо рук. Позднее он был модернизирован в E-101 MKII — пятого и последнего босса для Гаммы. E-103 Дельта — робот синего цвета и второй босс. E-104 Эпсилон — оранжевый робот и третий босс. E-105 Дзета — робот фиолетового цвета. Позднее Эггман переделывает Дзету в огромную пушку, каркас которой состоит из приставок Dreamcast.
Неигровой персонаж, занимающий важную роль в сюжетной линии, — Тикал, принцесса древнего племени ехидн и дочь вождя Пачакамака. Она появляется всякий раз, когда главные персонажи отправляются назад во времени. Она пытается остановить своего отца Пачакамака, который решил использовать Изумруды в своих целях. На уровнях она появляется в основном в форме розового светящегося шара. Главной особенностью игры являются чао, маленькие существа, которые могут быть выращены в садах чао. Также в Sonic Adventure DX на некоторых локациях можно увидеть в качестве камео крольчиху Крим.

### История
3000 лет назад империя ехидн во главе с Пачакамаком желала получить Изумруды Хаоса и Мастер Изумруд, которые обладают таинственной энергией. Дочь Пачакамака Тикал вместе с существами чао охраняла святыню. Она пыталась объяснить отцу, что нападение на храм, убийство чао и получение изумрудов не приведёт к миру. Однако отец проигнорировал слова дочери, и его подданные разграбили святыню. Но из Мастера Изумруда вышло существо по имени Хаос и уничтожило цивилизацию ехидн. Тикал выжила и навечно запечатала себя и Хаоса в Мастер Изумруд.
События игры разворачиваются во время, когда Мастер Изумруд, расположенный на плавучем острове Ангелов, охраняет ехидна Наклз. Через некоторое время доктор Эггман разрушает Мастер Изумруд и освобождает Хаоса. Остров Ангелов погружается в море, а осколки Мастера Изумруда и Изумруды Хаоса разбрасывает в разные стороны. На Вокзальной площади монстр Хаос сталкивается с ежом Соником, где тот за короткое время побеждает его в бою. Наклз тем временем начинает поиск осколков Мастера Изумруда. На следующий день Соник спасает лисёнка Тейлза, который потерпел крушение во время испытания нового самолёта с Изумрудом Хаоса. После спасения оба героя отправляются в мастерскую Тейлза, которая находится в Мистических руинах, но по пути их обнаруживают доктор Эггман и Хаос. Эггман забирает у Тейлза изумруд и отдаёт его Хаосу. Он заявляет, что Хаос будет становиться сильнее с каждым поглощённым изумрудом и в конечном итоге станет непобедимым и сможет уничтожить Вокзальную площадь. На развалинах города Эггман хочет построить Роботниклэнд и стать его главой. Соник и Тейлз отправляются на поиски остальных изумрудов, чтобы предотвратить планы доктора, но в итоге они теряют все собранные Изумруды Хаоса. Сам Эггман создаёт свою летающую крепость Эгг Авианосец, которую на самолёте «Торнадо» преследуют Соник и Тейлз.
Эггман в своей крепости приказывает всем своим роботам из серии E, в том числе E-102 Гамме, найти лягушонка Фрогги, съевшего Изумруд Хаоса. Гамма находит Фрогги, которого преследует его лучший друг кот Биг. Между тем, Тейлз находит другой изумруд и использует его для создания самолёта «Торнадо 2». Соника в это время встречает Эми Роуз, которая просит ежа защитить птичку Флики. Один из роботов Эггмана, Зеро, намерен получить птицу и начинает охоту за Эми. Вскоре Зеро захватывает Эми и Флики, а затем прибывает на Эгг Авианосец. Соник и Тейлз на самолёте жёстко приземляются на авианосец Эггмана. Наклз также видит в принявшем первоначальную форму Мастере Изумруде изображение Эгг Авианосца.
На борту авианосца доктор Эггман приказывает Гамме забрать у Эми птицу. Но перед этим робот входит в другую комнату и видит, как перестраивают его брата E-101 Бету. За решёткой ежиха говорит Гамме, что Эггман — плохой человек. В итоге робот выпускает Эми и птичку из тюрьмы. После этого ежиха видит Соника и Тейлза, которые сначала атакуют доктора Эггмана а потом — Гамму. Во время второго сражения Эми просит ежа не драться с роботом, поскольку тот выпустил её из тюрьмы. Сам же Гамма начал осознавать, что Эггман является плохим человеком и что он должен перейти на сторону добра. Тейлз, Эми и Гамма уходят с корабля, а Соник и Наклз отправляются в погоню за доктором. На корабле они борются с Хаосом, у которого уже есть шесть Изумрудов Хаоса. В корабле Эггмана обнаруживаются неисправности, и он начинает терять высоту. Соник, Наклз, Биг и Эггман бегут с корабля. После побега от своего создателя, Гамма решает разыскать своих братьев-роботов и уничтожить их, чтобы освободить всех животных внутри. В битве с E-101 Бетой робот получает повреждение и взрывается вместе со старшим братом. После сражения, из побеждённого E-101 выходят Флики и воссоединяются со своими друзьями. Тем временем Соник и Тейлз побеждают Эггмана на его базе и в городе соответственно.
Через день Наклз восстанавливает все осколки Мастера Изумруда, но остров Ангела всё равно падает в море, когда на него проникают Хаос и Эггман. Хаос поглощает шесть Изумрудов Хаоса и находит седьмой в разбитом самолёте «Торнадо 2». Поглотив все Изумруды Хаоса, монстр использует их отрицательную энергию и превращается в Совершенный Хаос. Совершенный Хаос устраивает наводнение и разрушает Вокзальную площадь. Появившаяся Тикал сообщает Сонику, что ещё не поздно запечатать Хаоса в Мастер Изумруд. Соник, использовав положительную силу Изумрудов Хаоса, превращается в Супер Соника. Ёж побеждает монстра, но тот выживает и принимает свою первоначальную форму. Он обнаруживает, что чао, которые когда-то были хранителями, сейчас живут на Вокзальной площади в специальных садах. Хаос оставляет их на Земле и вместе с Тикал уходит в прошлое. Доктор Эггман покидает разрушенный город, а Соник преследует его.

## Разработка игры
После выхода игры Nights into Dreams… в 1996 году началась разработка Sonic Adventure. На создание платформера с участием Соника компания Sega выделила студии Sonic Team 10 миллионов долларов США. Большинство разработчиков ранее принимали участие в предыдущих проектах компании: Юдзи Нака и Наото Осима были создателями первой части Sonic the Hedgehog и последующих игр, Такаси Иидзука начал свою работу в качестве ведущего дизайнера в Sonic the Hedgehog 3 и Nights into Dreams…, занимал должность руководителя в Sonic Jam, в роли художественного директора и дизайнера персонажей выступили Кадзуюки Хосино и Юдзи Уэкава соответственно, ведущим программистом стал Тэцу Катано, сценарий написал дизайнер серии Phantasy Star Акинори Нисияма, звукорежиссёром выступил Дзюн Сэноуэ, работающий композитором на лейбле Wave Master. Сначала в создании игры принимало участие более 20 человек, но к моменту завершения проекта их количество увеличилось до 60.
Первоначально Sonic Adventure планировалась как японская ролевая игра для консоли Sega Saturn, и был нарисован концепт новой игры, где были изображены ключ, карта и несколько дверей. Вскоре Sega анонсировала новую консоль под названием Dreamcast. Архитектура консоли и аксессуар Visual Memory привлекли внимание разработчиков, и было решено выпустить новую игру про Соника. С апреля 1997 года студия решила изменить концепцию игры в сторону трёхмерного платформера и начала разработку игры с нуля, но все выполненные наработки перенесли в уровень «Sonic World» для сборника Sonic Jam. Продюсер Юдзи Нака в интервью журналу Sega Saturn Magazine пояснил, что до создания Sonic Adventure команда экспериментировала с трёхмерной графикой и хотела понять, как будет выглядеть серия в новых условиях. С помощью скоростного геймплея и различных нововведений игра должна была привлечь как старых игроков, так и новых, тем самым повысив популярность ежа Соника.
Так как Sonic Adventure является первой трёхмерной игрой в серии, разработчики решили создать локации, имеющие реальные прототипы. Большое влияние на создание игры оказала поездка в Южную Америку, где они изучали культуру инков и природные особенности материка. Уровни стали длиннее и масштабнее, а сюжет имеет разную структуру повествования. Дизайн персонажей, которые появлялись в предыдущих играх (Соник, Тейлз, Наклз, Эми и Эггман), был также изменён. Художник Юдзи Уэкава хотел с помощью новых обликов сделать персонажей «американскими», так как тем самым можно было легче выразить характеры героев для западной аудитории, в том числе и Соника. Одного из главных персонажей игры, доктора Роботника, в западных странах стали называть Эггманом. Маленькие виртуальные питомцы чао были созданы на основе главного героя игры Sanrin Sanchan, выпущенной на аркадной системе Sega System 1 в 1984 году. Бо́льшая часть геймплея при игре за чао была заимствована из Nights into Dreams…, где существа найтопианцы могут изменять настроение и мутировать.
До анонса Sonic Adventure Sega старалась не давать подробной информации по поводу новой игры про Соника. Однако в середине 1998 года произошла утечка скриншотов игры в Интернет. Юдзи Нака представил игру в журнале Edge в середине августа, а официальный анонс состоялся 22 августа в Японии; он сопровождался концертом группы Crush 40 с песней «Open Your Heart», главной темой игры. Для продвижения игры, компания Campbell Soup в ограниченном количестве продавала консервированную пасту, на упаковке которой были изображены персонажи игры Sonic Adventure. В 2000 году компания Toy Island выпустила линию фигурок и игрушек с персонажами из игры. Позднее игрушки были вновь выпущены в 2004 году, но уже в качестве коллекции «Sonic X».
Sonic Adventure является одной из первых игр для Dreamcast, в которой стал доступен загружаемый контент. Данные дополнения загружаются через интернет-сервисы Dreamarena и SegaNet. Для игры была создана онлайн-таблица с лидерами, новые виды чао, чёрный рынок (англ. Black Market), а также различные объекты и предметы, связанные с Хэллоуином и Рождеством. В 2000 году исключительно для Европы был выпущен контент со специальным уровнем «Emerald Coast», где Соник должен найти на уровне пять пар кроссовок Reebok.

## Версии и выпуски
| Системные требования    | Системные требования                                                                     | Системные требования                                                                     |
| ----------------------- | ---------------------------------------------------------------------------------------- | ---------------------------------------------------------------------------------------- |
|                         | Минимальные                                                                              | Рекомендуемые                                                                            |
| Windows                 |                                                                                          |                                                                                          |
| ОС                      | 2003: Windows 98 SE/ME, 2000/XP 2011: Windows XP                                         | 2003: Windows 98 SE/ME/2000/XP 2011: Windows 7                                           |
| ЦПУ                     | 2003: Intel Pentium III (600 МГц) или лучше 2011: Intel Pentium 4 (3 ГГц)                | 2003: Intel Pentium III 800 МГц или лучше 2011: Intel Core 2 Duo 2 ГГц                   |
| Объём ОЗУ               | 2003: 128 МБ 2011: 2 ГБ                                                                  | 2003: 256 МБ 2011: 2 ГБ                                                                  |
| Место на диске          | 2003: 700 МБ 2011: 1,8 ГБ                                                                | 2003: 1,4 ГБ 2011: 4 ГБ                                                                  |
| Информационный носитель | 2003: DVD-ROM, CD-ROM 2011: цифровая дистрибуция (Steam)                                 | 2003: DVD-ROM, CD-ROM 2011: цифровая дистрибуция (Steam)                                 |
| Видеокарта              | 2003: 3D-видеокарта 2011: NVIDIA GeForce 7300 или ATI Radeon X1600                       | 2003: 3D-видеокарта 2011: NVIDIA GeForce 8600 или ATI Radeon X1900                       |
| Дисплей                 | 2003: 640×480                                                                            | 2003: 640×480                                                                            |
| Звуковая плата          | 2003: аудиокарта, совместимая с DirectSound 2011: аудиокарта, совместимая с DirectX 9.0c | 2003: аудиокарта, совместимая с DirectSound 2011: аудиокарта, совместимая с DirectX 9.0c |

Оригинальная версия игры для Dreamcast была выпущена в Японии 23 декабря 1998 года. Западной версией Sonic Adventure занимались сотрудники американского подразделения Sonic Team. Они же устранили многочисленные ошибки в программном коде игры, которые присутствовали в японской версии, незначительно изменили дизайн некоторых уровней и добавили возможность загружать дополнительный контент. Данная версия была выпущена вместе с консолью Dreamcast осенью 1999 года. В октябре того же года, Sega переиздала в Японии западную версию игры под названием Sonic Adventure International, в 2000 году в США выпустила бюджетное издание Sonic Adventure под лейблом Sega All Stars.
В 2003 году на платформах GameCube и Windows была издана режиссёрская версия под названием Sonic Adventure DX: Director’s Cut (яп. ソニックアドベンチャー デラシクス Соникку Адобэнтя: Дэраккусу). Портированием игры занималась компания Now Production. Позже, в феврале 2011 года, данная версия игры была включена в сборник Dreamcast Collection, а 4 марта того же года стала доступной для загрузки через сервис Steam. Данная версия привносит режим заданий, который включает в себя 60 миссий, разбросанных по уровням и полям приключений. Также порт содержит коллекцию мини-игр, состоящую из 12 игр с приставки Game Gear из серии Sonic the Hedgehog: Sonic the Hedgehog, Sonic Drift, Sonic Chaos, Sonic Labyrinth, Sonic the Hedgehog Spinball, Sonic the Hedgehog 2, Dr. Robotnik’s Mean Bean Machine, Sonic the Hedgehog Triple Trouble, Sonic Drift 2, Tails’ Skypatrol, Sonic Blast и Tails Adventure. При сборе всех 130 эмблем открывается персонаж Метал Соник.
10 июня 2010 года Sega официально анонсировала Sonic Adventure в сервисах Xbox Live Arcade и PlayStation Network. Данная версия была выпущена в сентябре 2010 года. Согласно планам Sega, компания собиралась портировать несколько проектов для Dreamcast на PlayStation 3 и Xbox 360. Первой игрой стала Sonic Adventure. В новой версии были улучшены графика и максимально допустимое разрешение, изменены модели героев, добавлены поддержка объёмного звука, список онлайн-лидеров, система достижений, трофеи и наряд для аватара, состоящий из футболки и ботинок Соника. Портирование основано на версии игры Director’s Cut, несмотря на название Sonic Adventure. Загружаемый контент под названием Sonic Adventure DX Upgrade включает в себя все функции, которые есть в переиздании 2003 года, за исключением поддержки игр с Game Gear. Эта версия также включает в себя Метал Соника как открываемого персонажа.

## Музыка
Музыка была написана композиторами Дзюном Сэноуэ (по совместительству также являлся звукорежиссёром), Кэнъити Токои и Фумиэ Куматани. Саундтрек включал в себя музыку самых разных жанров: джаз, рок, техно, поп и кантри. Дзюн Сэноуэ называет создание саундтрека к игре важным моментом в своей карьере, а Кэнъити Токои заявил, что это лучшая его работа, так как благодаря ей сформировался его собственный стиль написания музыки.
Дзюн Сэноуэ использовал несколько песен из Sonic 3D, чтобы японские фанаты серии познакомились с его ранним творчеством. Каждый персонаж (кроме E-102 Гаммы) имеет вокальную тему, которая играет во время финальных титров в истории персонажа. Слова ко всем песням написали Дзюн Сэноуэ и Такахиро Фукада. Для главной темы игры «Open Your Heart» в качестве вокалиста выступил Джонни Джиоэли из группы Hardline. После создания песни Джонни и Дзюн создали новую группу Sons of Angels (позже была переименована в Crush 40). Темой ежа Соника является песня «It Doesn’t Matter», которая была исполнена Тони Харнеллом. По словам Сэноуэ, Харнелл был выбран исполнителем этой песни потому, что он идеально подошёл для неё. Музыку для темы Эми Роуз «My Sweet Passion» написала Фумиэ Куматани, а исполнила Никки Грегорофф. Тема кота Бига «Lazy Days ~Livin’ in Paradise~» была написана Дзюном Сэноуэ и исполнена Тедом Поли. В качестве вокалиста для темы Тейлза «Believe in Myself» была приглашена певица Карен Брейк. Тема ехидны Наклза «Unknown from M.E.» была исполнена рэперами Марлоном Сандерсом и Dread Fox. Музыку сочинил Кэнъити Токои. Токои называет ехидну Наклза своим лучшим персонажем, потому что он работал над его темой и в процессе создания песни влюбился в него.
Всего было выпущено пять музыкальных альбомов, посвящённых игре. Первый из них, Sonic Adventure: Songs with Attitude ~Vocal Mini-Album~ (яп. ソニックアドベンチャー Sonic Adventure: Songs with Attitude ~Vocal Mini-Album~ Соникку Адобэнтя: Ута то Сисэй ~Бокару мини арубаму~), вышел 2 декабря 1998 года в Японии и включал в себя шесть вокальных тем. Две недели спустя был издан музыкальный альбом Sonic Adventure Remix, состоящий из ремиксов оригинальных песен. В 1999 году был выпущен оригинальный саундтрек игры под названием Sonic Adventure Original Sound Track (Digi-Log Conversation) (яп. ソニックアドベンチャー　デジ－ログ　カンヴァセーション～オリジナル・サウンドトラック Соникку Адобэнтя: Дэдзи - Рогу Канвасэ:Сён ~ Оридзинару Саундоторакку). Он состоял из 69 композиций и занимал два компакт-диска. В 2011 году в честь 20-летия серии был выпущен альбом Sonic Adventure Original Soundtrack 20th Anniversary Edition. В 2014 году состоялся выход двухдискового альбома Passion & Pride: Anthems with Attitude from the Sonic Adventure Era, включающего в себя композиции из Sonic Adventure и Sonic Adventure 2. Помимо основных саундтреков, музыка из игры присутствовала в других альбомах: SonicTeam «PowerPlay» ~Best Songs from SonicTeam~ (1998), Radio DC (1999), Sonic the Hedgehog 10th Anniversary (2001), Multi-dimensional Sonic Adventure 2 Original Sound Track (2001), Complete Trinity: Sonic Heroes — Original Soundtrax (2004), True Blue: The Best of Sonic the Hedgehog (2008), True Colors: The Best of Sonic the Hedgehog Part 2 (2009), History of Sonic Music 20th Anniversary Edition (2011), Sonic Generations Original Soundtrack Blue Blur (2012), Sonic & All-Stars Racing Transformed Original Soundtrack (2014) и Sonic the Hedgehog 25th Anniversary Selection (2016). Главная тема игры «Open Your Heart» появлялась в каждом альбоме Crush 40 в виде оригинала или ремиксов.
| №  | Название                                     | Текст песни                                  | Музыка                     | Исполнитель               | Длительность |
| -- | -------------------------------------------- | -------------------------------------------- | -------------------------- | ------------------------- | ------------ |
| 1. | «It Doesn’t Matter» (Тема Соника)            | Дзюн Сэноуэ, Такахиро Фукада                 | Дзюн Сэноуэ                | Тони Харнелл              | 4:28         |
| 2. | «My Sweet Passion» (Тема Эми)                | Фумиэ Куматани, Такахиро Фукада              | Фумиэ Куматани             | Никки Грегорофф           | 5:10         |
| 3. | «Lazy Days ~Livin’ in Paradise~» (Тема Бига) | Фумиэ Куматани, Дзюн Сэноуэ, Такахиро Фукада | Дзюн Сэноуэ                | Тед Поли                  | 4:03         |
| 4. | «Believe in Myself» (Тема Тейлза)            | Дзюн Сэноуэ, Такахиро Фукада                 | Дзюн Сэноуэ                | Карен Брейк               | 3:53         |
| 5. | «Unknown from M.E.» (Тема Наклза)            | Такахиро Фукада                              | Кэнъити Токои              | Марлон Сандерс, Dread Fox | 4:31         |
| 6. | «Open Your Heart» (Тема Sonic Adventure)     | Дзюн Сэноуэ, Такахиро Фукада                 | Дзюн Сэноуэ, Кэнъити Токои | Crush 40                  | 5:15         |

| №   | Название                                     | Текст песни                                  | Музыка                     | Ремикс                                          | Длительность |
| --- | -------------------------------------------- | -------------------------------------------- | -------------------------- | ----------------------------------------------- | ------------ |
| 1.  | «Unknown from M.E.» (Тема Наклза)            | Кэнъити Токои, Такахиро Фукада               | Кэнъити Токои              | Кевин Мур и Стив Тушар                          | 4:37         |
| 2.  | «My Sweet Passion» (Тема Эми)                | Фумиэ Куматани, Такахиро Фукада              | Фумиэ Куматани             | Кевин Мур и Стив Тушар                          | 4:30         |
| 3.  | «My Sweet Passion» (Тема Эми)                | Фумиэ Куматани, Такахиро Фукада              | Фумиэ Куматани             | Крис Врэнна и Марк Бласквес                     | 5:19         |
| 4.  | «Open Your Heart» (Тема Sonic Adventure)     | Дзюн Сэноуэ, Такахиро Фукада                 | Дзюн Сэноуэ, Кэнъити Токои | Transmutator и Razed in Black                   | 5:14         |
| 5.  | «Believe in Myself» (Тема Тейлза)            | Дзюн Сэноуэ, Такахиро Фукада                 | Дзюн Сэноуэ                | Transmutator                                    | 4:20         |
| 6.  | «Lazy Days ~Livin’ in Paradise~» (Тема Бига) | Фумиэ Куматани, Дзюн Сэноуэ, Такахиро Фукада | Дзюн Сэноуэ                | Марк Пистел из Meat Beat Manifesto              | 4:03         |
| 7.  | «Open Your Heart» (Тема Sonic Adventure)     | Дзюн Сэноуэ, Такахиро Фукада                 | Дзюн Сэноуэ, Кэнъити Токои | Крис Рэндалл и Ван Кристи из Sister Machine Gun | 5:17         |
| 8.  | «Believe in Myself» (Тема Тейлза)            | Дзюн Сэноуэ, Такахиро Фукада                 | Дзюн Сэноуэ                | Мэтт Грин из Spahn Ranch                        | 3:24         |
| 9.  | «Unknown from M.E.» (Тема Наклза)            | Кэнъити Токои, Такахиро Фукада               | Кэнъити Токои              | Кэвин Кей                                       | 5:54         |
| 10. | «Open Your Heart» (Тема Sonic Adventure)     | Дзюн Сэноуэ, Такахиро Фукада                 | Дзюн Сэноуэ, Кэнъити Токои | Крис Вренна и Марк Бласквес                     | 4:28         |

| №                   | Название                                              | Текст песни         | Музыка                       | Исполнитель         | Длительность |
| ------------------- | ----------------------------------------------------- | ------------------- | ---------------------------- | ------------------- | ------------ |
| 1.                  | «Introduction …featuring „Open Your Heart“»           | Такахиро Фукуда     | Дзюн Сэноуэ, Фумиэ Куматани  | Джонни Джиоэли      | 1:47         |
| 2.                  | «Welcome to Station Square»                           |                     | Масару Сэцумару, Дзюн Сэноуэ |                     | 3:14         |
| 3.                  | «Event: Strain»                                       |                     | Кэнъити Токои                |                     | 1:00         |
| 4.                  | «Boss: CHAOS ver.0, 2, 4»                             |                     | Дзюн Сэноуэ                  |                     | 2:22         |
| 5.                  | «Azure Blue World …for Emerald Coast»                 |                     | Дзюн Сэноуэ                  |                     | 4:13         |
| 6.                  | «Windy and Ripply …for Emerald Coast»                 |                     | Дзюн Сэноуэ                  |                     | 3:11         |
| 7.                  | «BIG Fishes at Emerald Coast…»                        |                     | Дзюн Сэноуэ                  |                     | 1:50         |
| 8.                  | «and… Fish Hits!»                                     |                     | Кэнъити Токои                |                     | 1:32         |
| 9.                  | «Hey You! It’s Time to Speed Up!!!»                   |                     | Дзюн Сэноуэ                  |                     | 0:33         |
| 10.                 | «Twinkle Cart …for Twinkle Park»                      |                     | Дзюн Сэноуэ                  |                     | 2:04         |
| 11.                 | «Pleasure Castle …for Twinkle Park»                   |                     | Дзюн Сэноуэ                  |                     | 1:55         |
| 12.                 | «Twinkle Circuit»                                     |                     | Дзюн Сэноуэ                  |                     | 2:21         |
| 13.                 | «Fakery Way …for Twinkle Park»                        |                     | Фумиэ Куматани               |                     | 1:09         |
| 14.                 | «Run Through the Speed Highway …for Speed Highway»    |                     | Дзюн Сэноуэ                  |                     | 1:56         |
| 15.                 | «Goin’ Down!? …for Speed Highway»                     |                     | Фумиэ Куматани               |                     | 0:31         |
| 16.                 | «At Dawn …for Speed Highway»                          |                     | Дзюн Сэноуэ                  |                     | 2:41         |
| 17.                 | «Choose Your Buddy! -Slap Bass ver.-»                 |                     | Дзюн Сэноуэ                  |                     | 2:03         |
| 18.                 | «Theme of „CHAO“»                                     |                     | Фумиэ Куматани               |                     | 2:27         |
| 19.                 | «Letz Get This Party Started …for CHAO Race Entrance» |                     | Фумиэ Куматани               |                     | 4:05         |
| 20.                 | «Join Us 4 Happy Time …for CHAO Race»                 |                     | Фумиэ Куматани               |                     | 2:29         |
| 21.                 | «The Dreamy Stage …for Casinopolis»                   |                     | Фумиэ Куматани               |                     | 2:14         |
| 22.                 | «Blue Star …for Casinopolis»                          |                     | Кэнъити Токои                |                     | 1:35         |
| 23.                 | «Dilapidated Way …for Casinopolis»                    |                     | Дзюн Сэноуэ                  |                     | 2:09         |
| 24.                 | «Challange for Another Aim»                           |                     | Дзюн Сэноуэ                  |                     | 0:55         |
| 25.                 | «Theme of „Dr.EGGMAN“»                                |                     | Дзюн Сэноуэ                  |                     | 2:30         |
| 26.                 | «Egg Mobile …Boss: Egg Hornet»                        |                     | Дзюн Сэноуэ                  |                     | 2:03         |
| 27.                 | «Mystic Ruin»                                         |                     | Фумиэ Куматани               |                     | 2:25         |
| 28.                 | «Windy Hill …for Windy Valley»                        |                     | Дзюн Сэноуэ                  |                     | 1:41         |
| 29.                 | «Tornado …for Windy Valley»                           |                     | Дзюн Сэноуэ                  |                     | 1:37         |
| 30.                 | «The Air …for Windy Valley»                           |                     | Дзюн Сэноуэ                  |                     | 2:53         |
| 31.                 | «Fight for My Own Way …Boss: Event»                   |                     | Дзюн Сэноуэ                  |                     | 2:07         |
| 32.                 | «Snowy Mountain …for Icecap»                          |                     | Дзюн Сэноуэ                  |                     | 2:07         |
| 33.                 | «Limestone Cave …for Icecap»                          |                     | Фумиэ Куматани               |                     | 1:52         |
| 34.                 | «Be Cool, Be Wild and Be Groovy …for Icecap»          |                     | Дзюн Сэноуэ, Кэнъити Токои   |                     | 2:24         |
| 35.                 | «Invincible …No Fear!»                                |                     | Дзюн Сэноуэ                  |                     | 1:00         |
| 36.                 | «Choose Your Buddy! -Finger Bass ver.-»               |                     | Дзюн Сэноуэ                  |                     | 2:02         |
| Общая длительность: | Общая длительность:                                   | Общая длительность: | Общая длительность:          | Общая длительность: | 74:57        |

| №                   | Название                                            | Текст песни                  | Музыка                         | Исполнитель         | Длительность |
| ------------------- | --------------------------------------------------- | ---------------------------- | ------------------------------ | ------------------- | ------------ |
| 1.                  | «Mt. Red: a Symbol of Thrill …for Red Mountain»     |                              | Кэнъити Токои                  |                     | 1:47         |
| 2.                  | «Red Hot Skull …for Red Mountain»                   |                              | Дзюн Сэноуэ                    |                     | 4:58         |
| 3.                  | «Heartless Colleague …Boss: E-Series Targets»       |                              | Дзюн Сэноуэ                    |                     | 1:25         |
| 4.                  | «Sand Hill»                                         |                              | Кэнъити Токои                  |                     | 3:09         |
| 5.                  | «Event: Sadness»                                    |                              | Фумиэ Куматани                 |                     | 1:14         |
| 6.                  | «Theme of „TIKAL“»                                  |                              | Фумиэ Куматани                 |                     | 3:23         |
| 7.                  | «Tricky Maze …for Lost World»                       |                              | Фумиэ Куматани                 |                     | 2:31         |
| 8.                  | «Danger! Chased by Rock …for Lost World»            |                              | Кэнъити Токои                  |                     | 1:36         |
| 9.                  | «Leading Lights …for Lost World»                    |                              | Кэнъити Токои                  |                     | 1:49         |
| 10.                 | «Event: The Past»                                   |                              | Кэнъити Токои                  |                     | 1:30         |
| 11.                 | «Event: Fanfare for „Dr.EGGMAN“»                    |                              | Масару Сэцумару                |                     | 0:26         |
| 12.                 | «Tornado Scramble …for Sky Chase»                   |                              | Масару Сэцумару                |                     | 1:33         |
| 13.                 | «Funky Groove Makes U Hot!? …for Options»           |                              | Дзюн Сэноуэ                    |                     | 1:45         |
| 14.                 | «Egg Carrier — A Song That Keeps Us On The Move»    |                              | Фумиэ Куматани, Кэнъити Токои  |                     | 4:03         |
| 15.                 | «ZERO The Chase-master …Boss: Eggman Robot -ZERO-»  |                              | Дзюн Сэноуэ                    |                     | 1:58         |
| 16.                 | «Skydeck A Go! Go! …for Sky Deck»                   |                              | Дзюн Сэноуэ                    |                     | 1:41         |
| 17.                 | «General Offensive …for Sky Deck»                   |                              | Кэнъити Токои, Дзюн Сэноуэ     |                     | 2:44         |
| 18.                 | «Theme of „E-102γ“»                                 |                              | Фумиэ Куматани                 |                     | 4:26         |
| 19.                 | «Crazy Robo …Boss: E-101R»                          |                              | Фумиэ Куматани                 |                     | 2:33         |
| 20.                 | «Bad Taste Aquarium …for Hot Shelter»               |                              | Дзюн Сэноуэ                    |                     | 3:31         |
| 21.                 | «Red Barrage Area …for Hot Shelter»                 |                              | Кэнъити Токои                  |                     | 2:47         |
| 22.                 | «Danger is Imminent»                                |                              | Масару Сэцумару                |                     | 1:12         |
| 23.                 | «Sweet Punch …for Hedgehog Hammer»                  |                              | Фумиэ Куматани                 |                     | 1:04         |
| 24.                 | «Militant Missionary …Boss: Egg Walker & Egg Viper» |                              | Масару Сэцумару, Кэнъити Токои |                     | 1:17         |
| 25.                 | «Mechanical Resonance …for Final Egg»               |                              | Кэнъити Токои                  |                     | 3:05         |
| 26.                 | «Crank the Heat Up!! …for Final Egg»                |                              | Дзюн Сэноуэ                    |                     | 3:00         |
| 27.                 | «Boss: CHAOS ver.6»                                 |                              | Дзюн Сэноуэ                    |                     | 1:54         |
| 28.                 | «Calm After the Storm …Egg Carrier -the ocean-»     |                              | Кэнъити Токои                  |                     | 2:08         |
| 29.                 | «Event: Unbound»                                    |                              | Кэнъити Токои                  |                     | 1:12         |
| 30.                 | «Perfect CHAOS Revival! …Boss: Perfect CHAOS»       |                              | Кэнъити Токои                  |                     | 1:43         |
| 31.                 | «Event: Good-bye!»                                  |                              | Фумиэ Куматани                 |                     | 1:19         |
| 32.                 | «Will You Continue?»                                |                              | Дзюн Сэноуэ                    |                     | 0:34         |
| 33.                 | «Open Your Heart -Main Theme of „SONIC Adventure“-» | Дзюн Сэноуэ, Такахиро Фукуда | Дзюн Сэноуэ, Кэнъити Токои     | Джонни Джиоэли      | 4:29         |
| Общая длительность: | Общая длительность:                                 | Общая длительность:          | Общая длительность:            | Общая длительность: | 73:46        |

| №                   | Название                                            | Длительность |
| ------------------- | --------------------------------------------------- | ------------ |
| 1.                  | «Introduction …featuring „Open Your Heart“»         | 1:48         |
| 2.                  | «It Doesn’t Matter …Theme of „Sonic The Hedgehog“»  | 4:29         |
| 3.                  | «Boss: CHAOS ver.0, 2, 4»                           | 2:23         |
| 4.                  | «Azure Blue World …for Emerald Coast»               | 3:05         |
| 5.                  | «Windy and Ripply …for Emerald Coast»               | 1:41         |
| 6.                  | «Theme of „Dr. Eggman“»                             | 1:33         |
| 7.                  | «Egg Mobile …Boss: Egg Hornet»                      | 2:03         |
| 8.                  | «Windy Hill …for Windy Valley»                      | 1:42         |
| 9.                  | «The Air …for Windy Valley»                         | 1:31         |
| 10.                 | «Welcome to Station Square»                         | 3:14         |
| 11.                 | «Blue Star …for Casinopolis»                        | 1:36         |
| 12.                 | «Mystic Ruin»                                       | 2:25         |
| 13.                 | «Be Cool, Be Wild and Be Groovy …for Ice Cap»       | 2:28         |
| 14.                 | «Twinkle Cart …for Twinkle Park»                    | 2:05         |
| 15.                 | «Pleasure Castle …for Twinkle Park»                 | 1:56         |
| 16.                 | «Theme of „CHAO“»                                   | 2:28         |
| 17.                 | «Join Us 4 Happy Time …for CHAO Race»               | 2:31         |
| 18.                 | «Run Through the Speed Highway …for Speed Highway»  | 1:58         |
| 19.                 | «Mt. Red: a Symbol of Thrill …for Red Mountain»     | 1:47         |
| 20.                 | «Egg Carrier — A Song That Keeps Us On The Move»    | 4:03         |
| 21.                 | «Skydeck A Go! Go! …for Sky Deck»                   | 1:41         |
| 22.                 | «Theme of „E-102γ“»                                 | 4:26         |
| 23.                 | «Crazy Robo …Boss: E-101R»                          | 2:33         |
| 24.                 | «Boss: CHAOS ver.6»                                 | 1:55         |
| 25.                 | «Tricky Maze …for Lost World»                       | 2:31         |
| 26.                 | «Theme of „Tikal“»                                  | 3:23         |
| 27.                 | «Red Barrage Area …for Hot Shelter»                 | 2:05         |
| 28.                 | «Mechanical Resonance …for Final Egg»               | 1:48         |
| 29.                 | «Perfect CHAOS Revival! …Boss: Perfect CHAOS»       | 1:44         |
| 30.                 | «Open Your Heart — Main Theme of „Sonic Adventure“» | 5:15         |
| Общая длительность: | Общая длительность:                                 | 74:07        |

## Озвучивание
Sonic Adventure является второй игрой основной серии (после Sonic the Hedgehog CD), в которой персонажи были озвучены. Актёр Райан Драммонд описывал свою проделанную работу над игрой следующим образом: «На прослушивании, над кабинкой для чтения дикторского текста, висела картинка с Соником. Главный звукооператор задал мне вопрос: „Если вы услышали голос [Соника], то как он звучит?“ Я знал, что Соник — энергичный, скоростной, и юный; я просто думал над этим, открывая рот, в итоге вышло именно это. Я помню, что у меня не было времени, чтобы репетировать. Я даже не знал, что зазвучит голос, пока я не сделал это в микрофон для людей из Sega. Просто так получилось». В японской версии присутствуют озвучивание и субтитры, исключительно на японском языке. Региональные релизы содержат в себе дубляж на английском, а также субтитры на японском, английском, немецком, французском и испанском языках.
В японской версии актёрский состав озвучивания практически не изменился и после выхода Sonic Generations. Практически все сэйю приняли участие в озвучивании аниме Sonic X и других игр серии. Английский состав актёров озвучивал серию до игр Sonic Heroes и Sonic Advance 3.
| Персонаж                          | Японский актёр озвучивания                                       | Английский актёр озвучивания                          |
| --------------------------------- | ---------------------------------------------------------------- | ----------------------------------------------------- |
| Ёж Соник                          | Дзюнъити Канэмару                                                | Райан Драммонд                                        |
| Майлз «Тейлз» Прауэр              | Кадзуки Хаяси                                                    | Кори Брингас                                          |
| Ехидна Наклз                      | Нобутоси Канна                                                   | Майкл Макгэхэрн                                       |
| Эми Роуз                          | Таэко Кавата                                                     | Дженифер Дуиллард                                     |
| Кот Биг                           | Сюн Ясиро                                                        | Джон Сент Джон                                        |
| E-102 Гамма                       | Дзёдзи Наката                                                    | Стив Броди                                            |
| Доктор Эггман, Метал Соник (меню) | Тикао Оцука                                                      | Дим Бристоу                                           |
| Ехидна Тикал                      | Каори Асо                                                        | Элара Дистлер                                         |
| Ехидна Пачакамак                  | Тору Окава                                                       | Стив Броди                                            |
| Другие персонажи                  | Кахо Кода Томоко Сасаки Кёко Хиками Дзёдзи Наката Нобутоси Канна | Лани Минелла Майкл Макгэхэрн Стив Броди Элара Дистлер |

## Оценки и мнения
| Сводный рейтинг       | Сводный рейтинг | Сводный рейтинг | Сводный рейтинг | Сводный рейтинг | Сводный рейтинг |
| Издание               | Оценка          | Оценка          | Оценка          | Оценка          | Оценка          |
| Издание               | Dreamcast       | GC              | PC              | PS3             | Xbox 360        |
| --------------------- | --------------- | --------------- | --------------- | --------------- | --------------- |
| GameRankings          | 86,51 %         | 64,43 %         | 61,75 %         | 52,92 %         | 52,08 %         |
| Game Ratio            | N/A             | 60 %            | N/A             | 51 %            | 47 %            |
| Metacritic            | N/A             | 57/100          | N/A             | 50/100          | 48/100          |
| MobyRank              | 87/100          | 62/100          | 59/100          | N/A             | 59/100          |
| Иноязычные издания    |                 |                 |                 |                 |                 |
| Издание               | Оценка          | Оценка          | Оценка          | Оценка          | Оценка          |
| Издание               | Dreamcast       | GC              | PC              | PS3             | Xbox 360        |
| 1UP.com               | N/A             | B-              | N/A             | N/A             | D               |
| AllGame               | [ 11 ]          | [ 13 ]          | [ 112 ]         | [ 113 ]         | [ 114 ]         |
| Edge                  | 8/10            | N/A             | N/A             | N/A             | N/A             |
| EGM                   | 9,12/10         | 6/10            | N/A             | N/A             | N/A             |
| Eurogamer             | N/A             | 5/10            | N/A             | N/A             | N/A             |
| Famitsu               | 38/40           | N/A             | N/A             | N/A             | N/A             |
| G4                    | N/A             | 3/5             | N/A             | N/A             | N/A             |
| Game Informer         | 7,75/10         | 5/10            | N/A             | N/A             | N/A             |
| GamePro               | [ 116 ]         | [ 120 ]         | N/A             | N/A             | [ 121 ]         |
| GameRevolution        | B               | C-              | N/A             | N/A             | N/A             |
| GameSpot              | 9,2/10          | 5,7/10          | N/A             | N/A             | N/A             |
| GameSpy               | N/A             | [ 123 ]         | N/A             | N/A             | N/A             |
| GameZone              | N/A             | 8,3/10          | N/A             | 7/10            | 7/10            |
| IGN                   | 8,6/10          | 5/10            | N/A             | 3,5/10          | 3,5/10          |
| Nintendo Power        | N/A             | 3,7/5           | N/A             | N/A             | N/A             |
| Nintendo World Report | N/A             | 6,5/10          | N/A             | N/A             | N/A             |
| OXM                   | N/A             | N/A             | N/A             | N/A             | 5,5/10          |
| PC Gamer (UK)         | N/A             | N/A             | 64/100          | N/A             | N/A             |
| VideoGamer            | N/A             | N/A             | N/A             | 5/10            | 5/10            |
| XboxAddict            | N/A             | N/A             | N/A             | N/A             | 78 %            |
| Русскоязычные издания |                 |                 |                 |                 |                 |
| Издание               | Оценка          | Оценка          | Оценка          | Оценка          | Оценка          |
| Издание               | Dreamcast       | GC              | PC              | PS3             | Xbox 360        |
| Absolute Games        | N/A             | N/A             | 65 %            | N/A             | N/A             |
| «PC Игры»             | N/A             | N/A             | 6,5/10          | N/A             | N/A             |
| «Страна игр»          | 9/10            | N/A             | N/A             | N/A             | N/A             |

Версия Sonic Adventure для консоли Dreamcast получила положительные отзывы от прессы. По данным сайтов GameRankings и MobyRank, средняя оценка игры составила соответственно 86,51 % и 87 баллов. Несмотря на критику системы камер, проблемы с частотой кадров и анимацией персонажей в видеороликах, и уровни с котом Бигом, рецензентам понравился в игре геймплей, сюжет и музыкальное сопровождение. На июнь 2006 года было продано около 2,5 миллионов экземпляров оригинальной версии по всему миру, что сделало её самой продаваемой игрой для приставки Dreamcast. Летом 2018 года, благодаря уязвимости в защите Steam Web API, стало известно, что точное количество пользователей сервиса Steam, которые играли в игру хотя бы один раз, составляет 291 205 человек.
Восторженные отзывы получили графика и игровой дизайн. Журналист интернет-портала AllGame Скотт Алан Марриотт высоко оценил проделанную работу художников, дизайнеров и программистов, и подметил, что «[прежде] Соник и его друзья никогда не выглядели лучше». Помимо персонажей, его впечатлило наличие шагов на песке, водопады, храм Майя и видеоролики. Представитель журнала «Страна игр» назвал дизайн игры «передовым», а графику — потрясающей. В отзыве он подметил, что эти положительные черты притягивают к себе внимание и завораживают качеством. Для Брендона Джастиса (IGN) и Питера Бартолоу (GameSpot) графика в Sonic Adventure показалась самой лучшей среди игр в жанре платформер, но последний обратил внимание на периодическое снижение частоты кадров и различие в японской и западной версиях игры движений губ персонажей. Похожие технические проблемы игры упоминались в отзыве от представителя издания «Страна игр». Сдержанный отзыв о графике оставил представитель сайта Game Revolution: и хотя он и назвал её «великолепной», но, если сравнивать Sonic Adventure с первыми вышедшими в США играми на Dreamcast, то она выглядит не совсем красивой. «Хотя Соник является флагманом Sega для Dreamcast, игроки реально должны смотреть в сторону NFL 2K или Soulcalibur, чтобы быть свидетелем истинной силы этой новой машины», — подметил рецензент. В более поздних обзорах графика оригинала также положительно оценивалась критиками, но в то же время упоминались и её недостатки. Мэтт Касамассина (IGN) писал, что в своё время Sonic Adventure представляло интригующее сочетание 3D-технологий и чистой скорости, из-за чего игра с Соником ослепила все вышедшие в похожем формате остальные игры. По мнению рецензента интернет-журнала Eurogamer Тома Бромвелла, платформер был и остаётся отличной коллекцией правильных сониковских 3D-уровней, который вставлен между утомительными приключениями, обилием неподвижных неигровых персонажей и простых головоломок. Майкл Коль (Nintendo World Report) о выходе Sonic Adventure в 1999 году писал следующее: «Первая полностью в 3D сониковская игра снова вернула синего ежа и его друзей, обещая при этом новые изгибы в геймплее и сохраняя свирепую скорость Соника. Продукт был интересным, но многие фанаты Соника разочаровались в его многочисленных недостатках». В качестве минусов, которые не понравились поклонникам франшизы в Sonic Adventure, критик называл «ошибки, ловушки и раздражение», с которыми они столкнулись во время прохождения уровня.
Игровой процесс был положительно оценён журналистами. Похвала шла в сторону наличия в платформере боссов, питомцев чао и нескольких персонажей с различным стилем прохождения. Бартолоу рекомендовал пользователям Dreamcast приобрести Sonic Adventure, потому что в ней содержится «20 с лишним часов игрового процесса», где, помимо сюжетной линии, прилагаются симуляция размножения чао и мини-игры. Из недостатков критик отметил неудобные ракурсы камеры и некоторые баги, но они, по его мнению, не влияют на прохождение сюжетной линии. Представитель журнала «Страна игр» описал главных персонажей следующим образом: «…все они [главные герои] были наделены разработчиками своими собственными возможностями, своими вариантами уже знакомых по квесту Соника уровней, своей собственной историей и даже своими собственными версиями боссов, их управление и поведение на уровнях также разительно отличаются друг от друга, что прибавляет Sonic Adventure просто невообразимую для игры из этой серии глубину». Журналист интернет-портала AllGame Скотт Алан Марриотт отмечал в своём обзоре, что игра, несмотря на сохранение быстрой скорости из старых игр серии на Mega Drive/Genesis, не будет положительно воспринята поклонниками серии по причине того, что она больше всего рассчитана на детей. Помимо проблемы с аудиторией, рецензент также обратил внимание на заимствования из других серий некоторых элементов игрового процесса: уровни в платформере про Соника напоминают на уровни из Crash Bandicoot 3: Warped, чао похожи на чокобо из Final Fantasy VII, а выход самой игры напоминает релиз Super Mario 64 для Nintendo 64; тем самым обозреватель отмечал отсутствие нововведений в серии. В заключении обозреватель отметил следующее: «Является ли Sonic Adventure лучшей из Сониковских игр? Да, но нельзя сказать, что во франшизе было много проектов уровня ААА (хотя первая игра является подлинной классикой)». Иное мнение по поводу аудитории было у критика из сайта Game Revolution. В своём отзыве он выдвинул предположение, что новая игра про Соника понравится не только молодым игрокам, но и старым поклонникам серии, поскольку последние давно ожидали от платформеров чего-то большего. Из положительных сторон геймплея критик назвал «аккуратное дополнение» к основной игре в виде чао-сада и наличия мини-игр со зверьками чао для аксессуара Visual Memory, а недостатком посчитал «Adventure Fields» (в обзоре назван просто «Adventure»), который, по сравнению с обычными уровнями, замедляет прохождение игры.
В основном положительно было оценено музыкальное сопровождение игры. Восторженный отзыв оставил критик из журнала Retro Gamer; по его словам, ни одна последующая игра с Соником не смогла достичь «вау-эффекта». Марриот к положительным моментам музыки отнёс вокальные композиции персонажей, а к минусам — некоторые повторяющиеся песни на уровнях. Обозревателю из Absolute Games из всех мелодий понравилась тема Наклза и охарактеризовал её как «чумовой рэп». «Музыкой в игре является первоклассный рок в Сониковском стиле», — так охарактеризовал саундтрек Бартолоу. В своей рецензии он похвалил аранжировщиков за кристально чистый звук, а вокалистов — за красивый вокал. Коль в обзоре отмечал, что в некоторых темах вокал плохой, но в целом саундтрек заслуживает большего, чем сама игра. Джанкарло Варанини из GameSpot в своём обзоре оставил смешанный отзыв о музыкальном сопровождении: с одной стороны, ему не понравился «раздражающий» стиль мелодий, сравнимый с рок-музыкой 1980-х годов, но с другой, критик похвалил отличную аранжировку, которая помогает ощутить большую скорость на уровнях. Неудовлетворительный отзыв о музыке оставил журналист сайта Game Revolution; было заявлено, что композиторов Sonic Adventure не стоит вообще подпускать к написанию музыки к играм. Рецензент Charles опубликовал в музыкальном интернет-портале Square Enix Music Online три отзыва на альбомы Sonic Adventure: Songs with Attitude ~Vocal Mini-Album~, Sonic Adventure Original Sound Track (Digi-Log Conversation) и Sonic Adventure Remix. Первые два сауднтрека были положительно оценены критиком. Они описывались как «важный кусок истории Соника» и понравятся больше всего молодым фанатам серии нежели старым. Третий альбом был негативно оценён из-за отсутствия значительных изменений по сравнению с оригинальными музыкальными темами.
Портированные версии, в отличие от оригинала на Dreamcast, были в основном сдержанно или негативно оценены прессой. Из положительных сторон поздних версий игры критики называли улучшенную графику, присутствие игр для Game Gear и цену, но снижали оценки из-за отсутствия значительных улучшений и неудобного управления. Касамассина рекомендовал владельцам приставки от Sega не приобретать версию игры для GameCube, а остальным он советовал перед покупкой взять её в аренду. Нечто похожее заявлял в 2010 году Рэй Барнхолт (1UP.com); кроме того, он отметил, что некоторые 3D-игры, такие как Sonic Adventure, труднее всего оценивать, поскольку они быстро устаревают. Обозреватель из Game Revolution выдвинул в обзоре предположение, что Sega специально создала Director’s Cut с целью получить больше прибыли с продаж. «Я наслаждался этой игрой на Dreamcast и хотел, чтобы этот порт вернул его к славе, но этого не произошло. Больше времени нужно было уделять мелким деталям порта, вместо того, чтобы мчаться и выпускать её как раз к акции Sega Happy Meal», — заявил рецензент. Бенджамин Тёрнер из GameSpy назвал переиздание 2003 года оскорблением для игроков, так как за пять лет, то есть с момента выхода Sonic Adventure в Японии, разработчики могли исправить проблемы с камерой и устранить проблемы в программном коде уровней. Несмотря на большинство отрицательных отзывов, некоторые сайты и журналы оценивали портированные версии игры положительно. Представитель сайта GameZone Роберт Воркмэн назвал выход переиздания старой игры в сервисах цифровой дистрибуции важным, несмотря на камеру, миссии, геймплей и появление кота Бига. Сам критик от себя также посоветовал купить Sonic Adventure всем фанатам Dreamcast, так как цена игры в десять долларов США вполне прилична. Журналист интернет-портала Xbox Addict назвал игру весёлой, несмотря на всё те же самые недостатки, которые были в версии для Dreamcast.

### Награды и номинации
В январе 2001 года редакция издания «Страна игр» поместила платформер на 53-е место среди 100 лучших игр всех времён. Sonic Adventure неоднократно входила в списки лучших игр серии Sonic the Hedgehog, составляемые различными ресурсами. Так, в январе 2008 года на сайте ScrewAttack она получила третье место, GameZone — девятое (июль 2011 года), а GamesRadar — восьмое (август 2012 года). По итогам опроса, проведённого в 2010 году редакцией Official Nintendo Magazine среди поклонников Соника на тему их любимых игр серии, игра занимает пятое место.
В то же время, в 2008 году на сайте GamesRadar игра была помещена на седьмое место в чарте «7 игр, которые не заслуживают ностальгии». Sonic Adventure была названа «началом конца для Соника» и «предвестником каждого ужасного дополнения к серии, которое люди принимали за „захватывающий геймплей!“ в 1999 году». К недостаткам игры были причислены камера, диалоги, сюжет и введение кучи персонажей; было отмечено, что Sonic Adventure заслужила хорошие отзывы исключительно из-за графики. А Леон Макдональд из PALGN поместил Бига на четвёртое место в списке «10 худших персонажей компьютерных игр всех времён». Он раскритиковал игровой процесс за Бига в игре Sonic Adventure, заметив: «Мы покупаем игру про Соника не для того, чтобы играть в разочаровывающий медленный уровень с участием фиолетового кота».

### Влияние
После выхода Sonic Adventure, компания Hudson Soft разработала Sonic Shuffle, которая поначалу планировалась как полноценная онлайн-игра. Здесь вновь используется новый дизайн персонажей и появляется локация «Emerald Coast». В 2001 году было выпущено продолжение игры для Dreamcast, позднее портированное на GameCube, Xbox 360, PlayStation 3 и Windows под названиями Sonic Adventure 2 и Sonic Adventure 2 Battle. Разработкой занималась студия Sonic Team USA. По сюжету новый герой ёж Шэдоу, освобождённый доктором Эггманом после долгого анабиоза, собирается мстить человечеству за убийство своей подруги Марии. После выхода сиквела Sonic Team дважды планировала выпустить третью часть серии, однако реализации помешали давление фанатов и смены концепции новых игр про Соника. В апреле 2012 года было зарегистрировано шесть доменов с названием игры Sonic Adventure 3, однако Sega не дала никаких официальных комментариев по этому поводу.
Руководитель Такаси Иидзука назвал разработку Sonic Adventure сложной, так как до неё Соник был без голоса и истории, а переход от двухмерной графики к трёхмерной только создавал кучу проблем для команды. Тем не менее, игра стала успешной, и многие элементы игрового процесса из Sonic Adventure появились в более поздних играх про Соника, например, открытый мир, большое количество персонажей и чао-сады. Однако часть критиков считает увеличение числа персонажей главным недостатком серии, так как большинство из них слишком отдаляется от основной механики. В честь 20-летия персонажа ежа Соника была выпущена игра Sonic Generations, в которую были включены новые версии уровней «Speed Highway» и «Emerald Coast», а Идеальный Хаос выступает как один из боссов в версии для PlayStation 3, Xbox 360 и ПК.
Сюжет игры Sonic Adventure впоследствии был адаптирован и представлен в комиксах Sonic the Hedgehog (№ 79—84 и специальный выпуск Sonic Super Special), выпускавшихся с ноября 1999 по май 2000 года издательством Archie Comics. Сюжет комиксов несколько отличался от самой игры, так, в отдельных номерах были представлены объяснения изменённому дизайну Эми Роуз и истории Вокзальной площади. Все выпуски (за исключением № 79) были переизданы в 2012 году для журнала Sonic Super Special Magazine № 2 от Archie Comics. Другая адаптация игры была опубликована в № 175—184 комиксов Sonic the Comic от Fleetway Editions. Данная сюжетная арка стала последней оригинальной историей комиксов; начиная с № 185 в Sonic the Comic печатались истории из предыдущих выпусков. Сюжет Sonic Adventure также нашёл отражение в аниме-сериале «Соник Икс» (с 27-й по 32-ю серию).